# شهرستان اوست-پریستانسکی
شهرستان اوست-پریستانسکی (به لاتین: Ust-Pristansky District) یک منطقهٔ مسکونی در روسیه است که در سرزمین آلتای واقع شده‌است.